# Dombasle-sur-Meurthe
Dombasle-sur-Meurthe (deutsch, veraltet: Dombasel an der Mörthe) ist eine französische Gemeinde mit 9528 Einwohnern (Stand 1. Januar 2022) im Département Meurthe-et-Moselle in der Region Grand Est (bis 2015 Lothringen).

## Geografie
Dombasle liegt am Zusammenfluss von Meurthe und Sânon, 17 Kilometer östlich von  Nancy und 15 Kilometer westlich von Lunéville.

## Namensherkunft
Der Name des Ortes geht zurück auf den Heiligen Basolus von Verzy (französisch: Saint Basle).

## Geschichte und Bevölkerungsentwicklung
Die urkundlich belegbare Ortsgeschichte begann, als König Pippin 761 der Abtei Gorze bei Metz hier Land und Kirche schenkte (Regesta Imperii Band I, Nr. 93). 984 bestätigte Kaiser Otto III. nach Vorlage einer Urkunde seines Vaters Ottos II. dem Kloster Saint-Paul in Verdun Güter hier und in vielen anderen Orten der Umgebung (RI II, 959). 995 erschien Dombasle wieder in einer Urkunde Ottos III., diesmal als Besitz des Klosters Saint-Vanne bei Metz (RI II, 1137).
| Jahr      | 1962 | 1968 | 1975   | 1982 | 1990 | 1999 | 2007 | 2019 |
| Einwohner | 9359 | 9469 | 10.027 | 9474 | 9133 | 8950 | 9716 | 9668 |

## Sehenswürdigkeiten
- Liste der Monuments historiques in Dombasle-sur-Meurthe

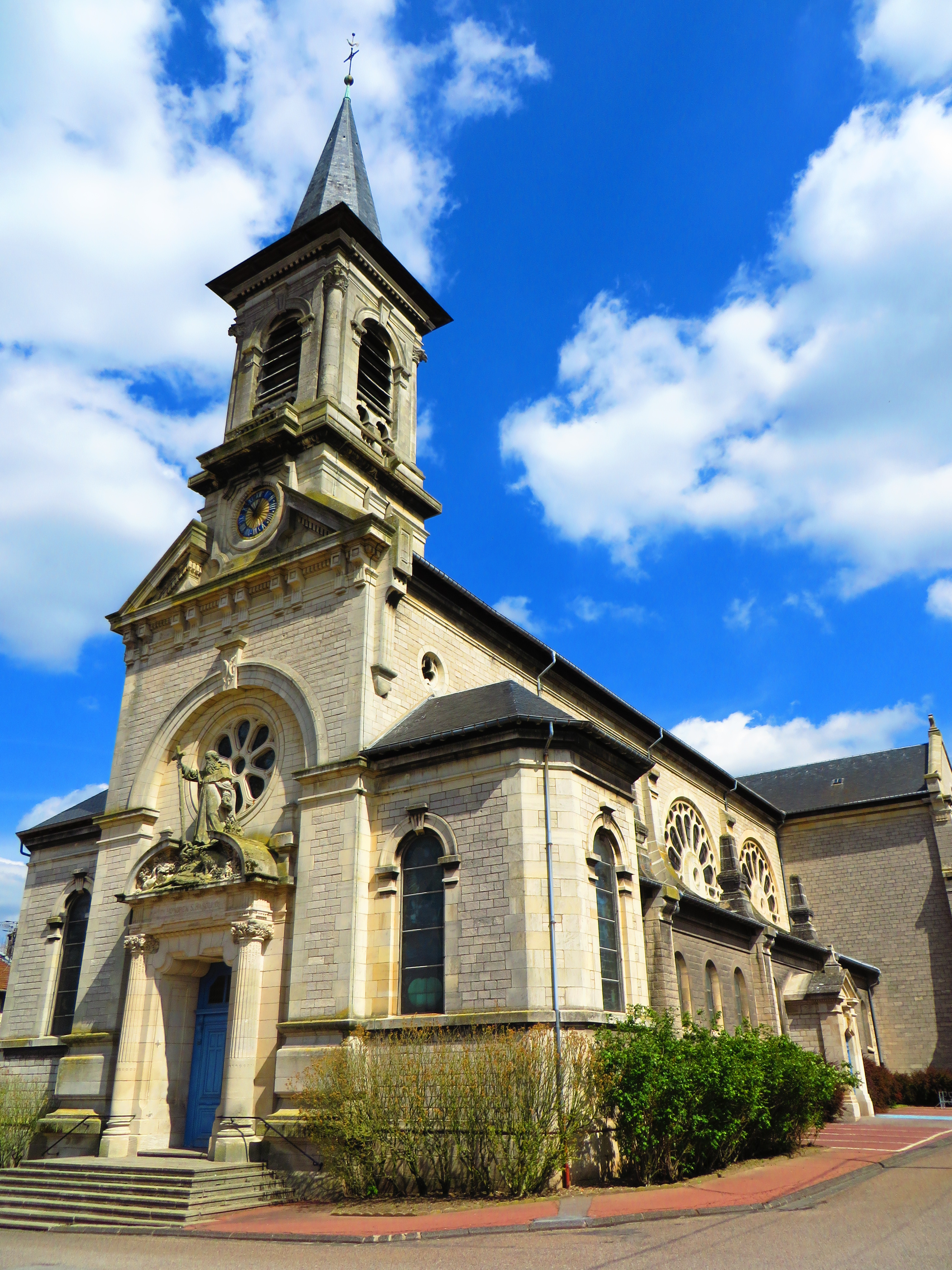
Kirche Saint-Basle
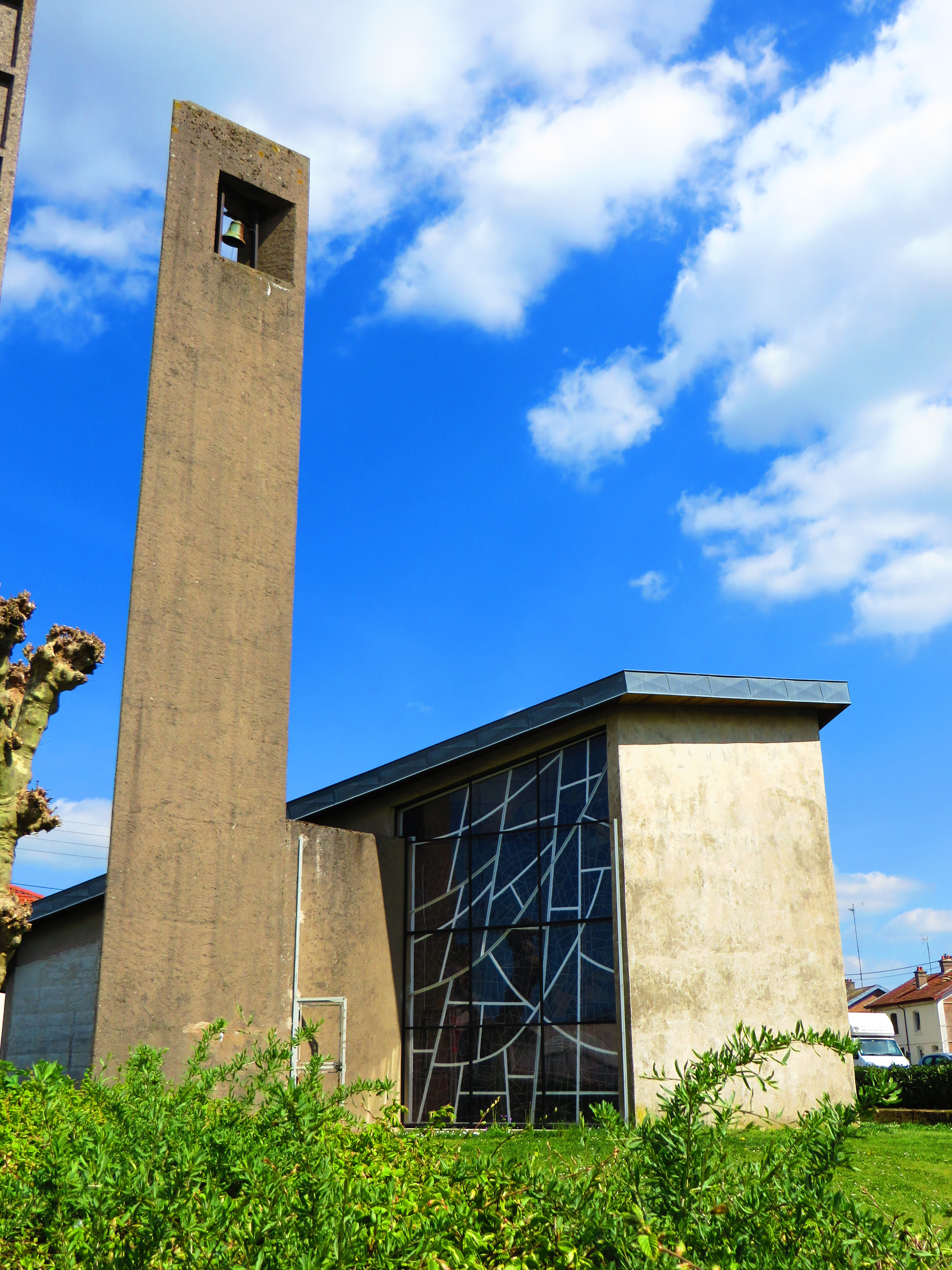
Reformierte Kirche
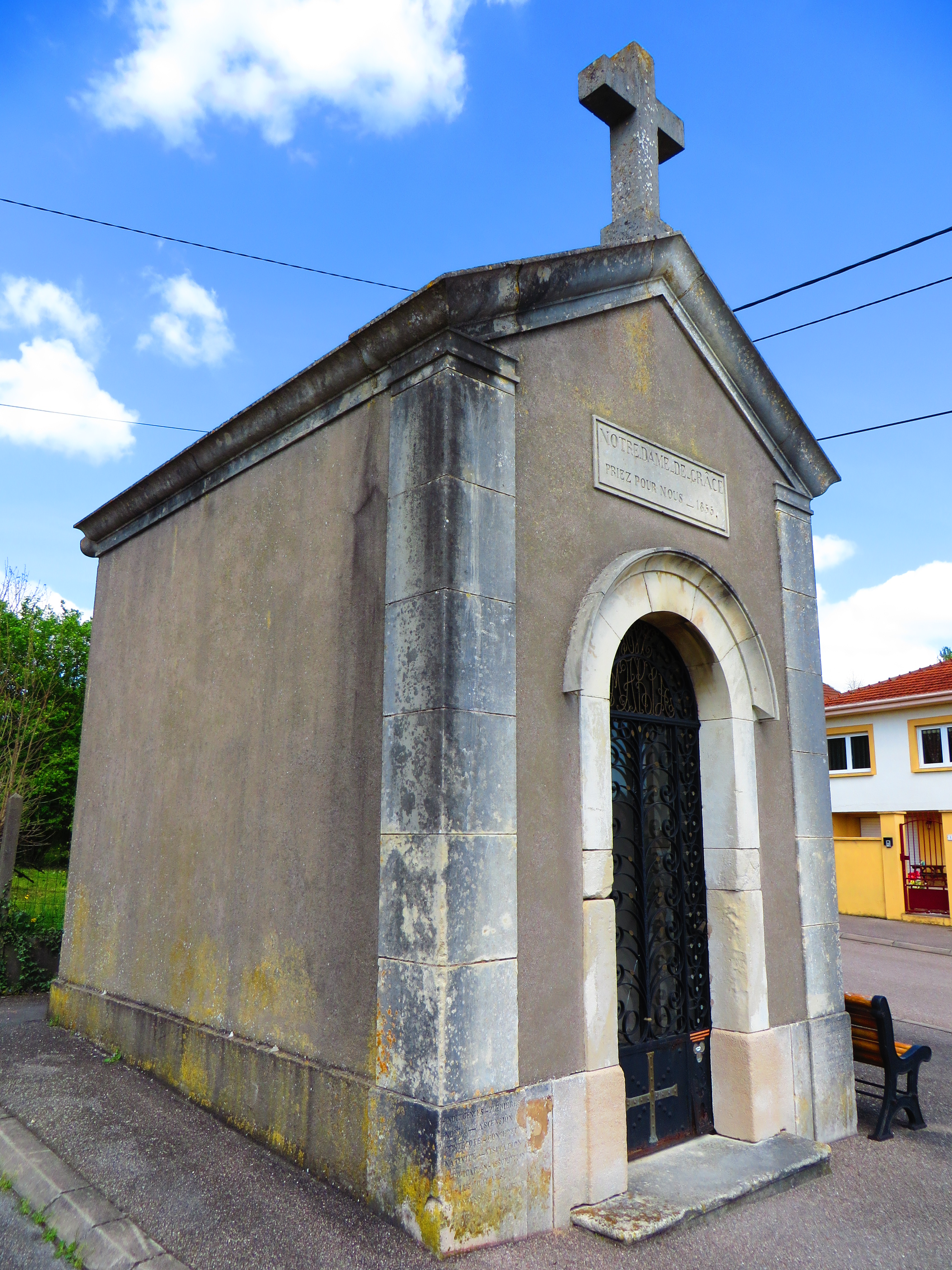
Kapelle Notre-Dame-de-Grâce
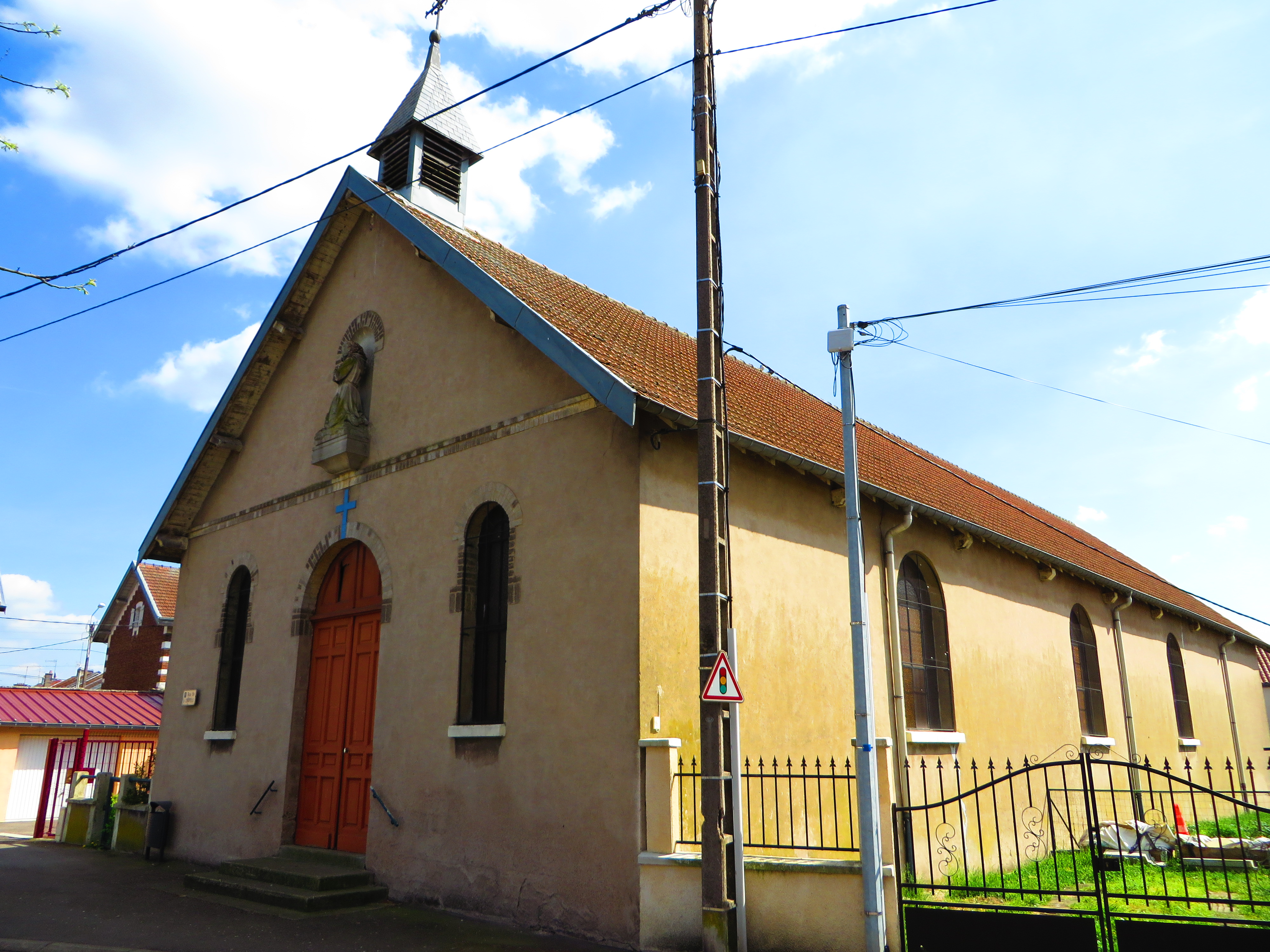
Kapelle Sainte-Rita
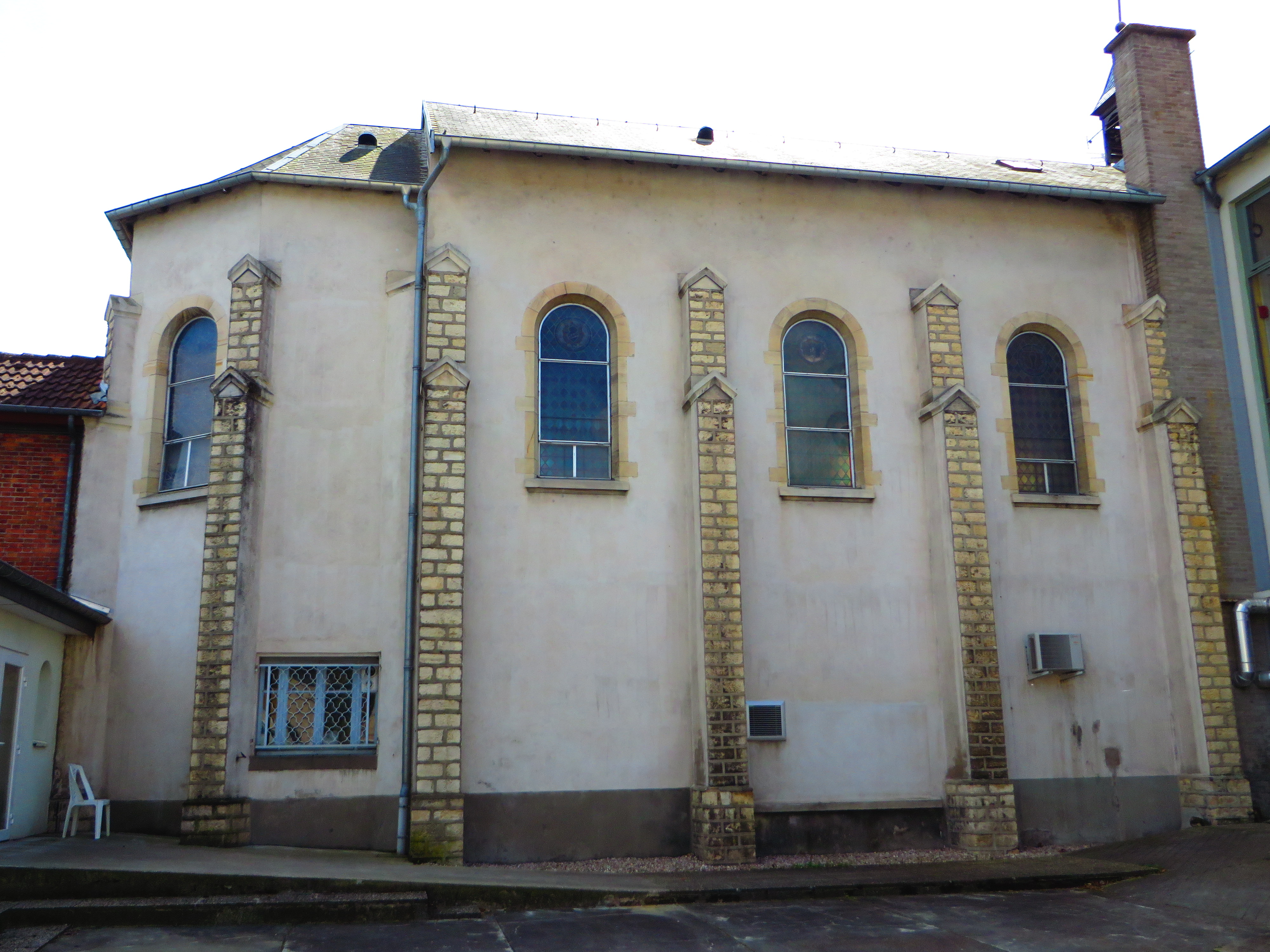
Kapelle des Seniorenheims
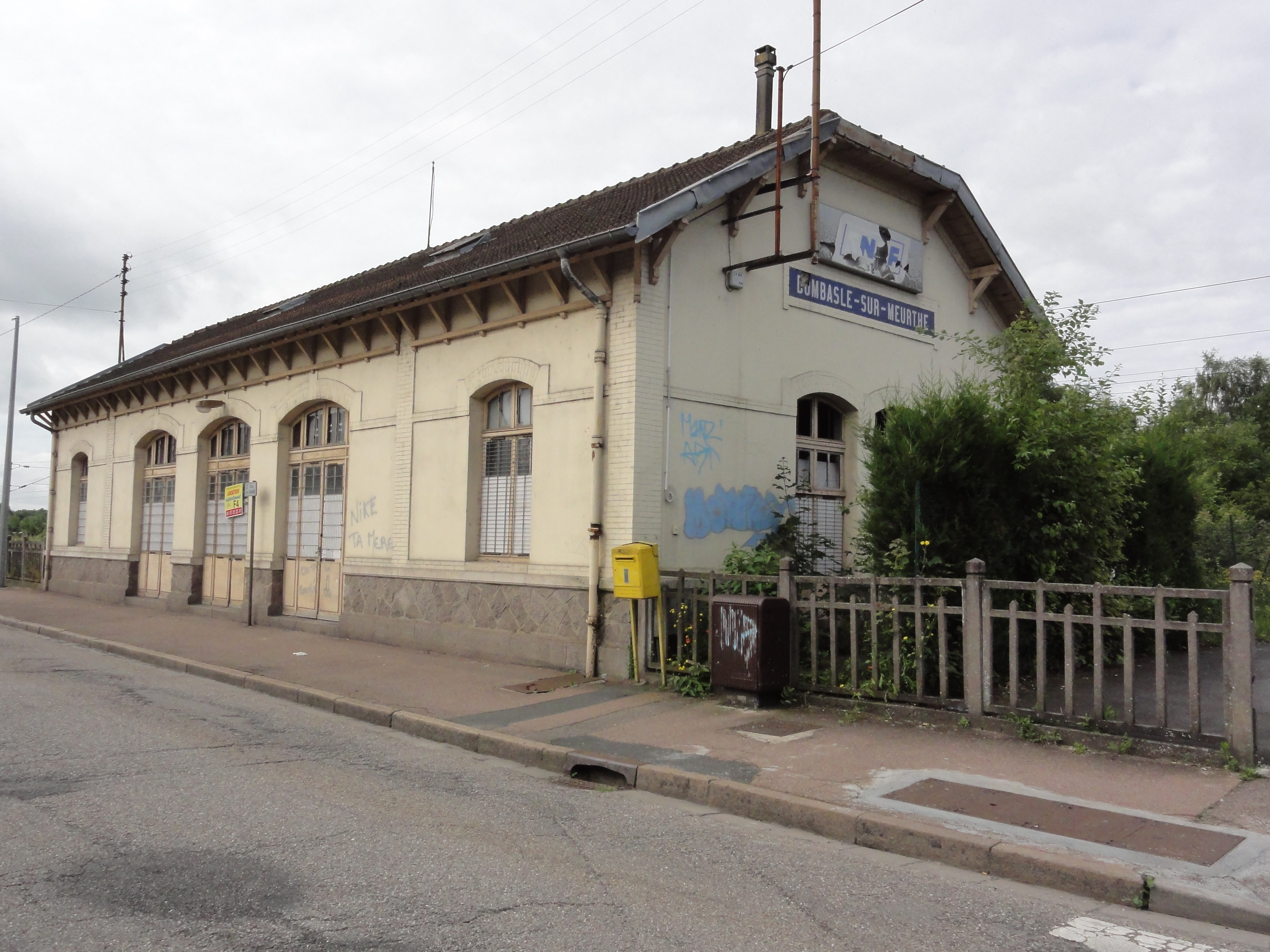
Bahnhof

## Wirtschaft und Verkehr

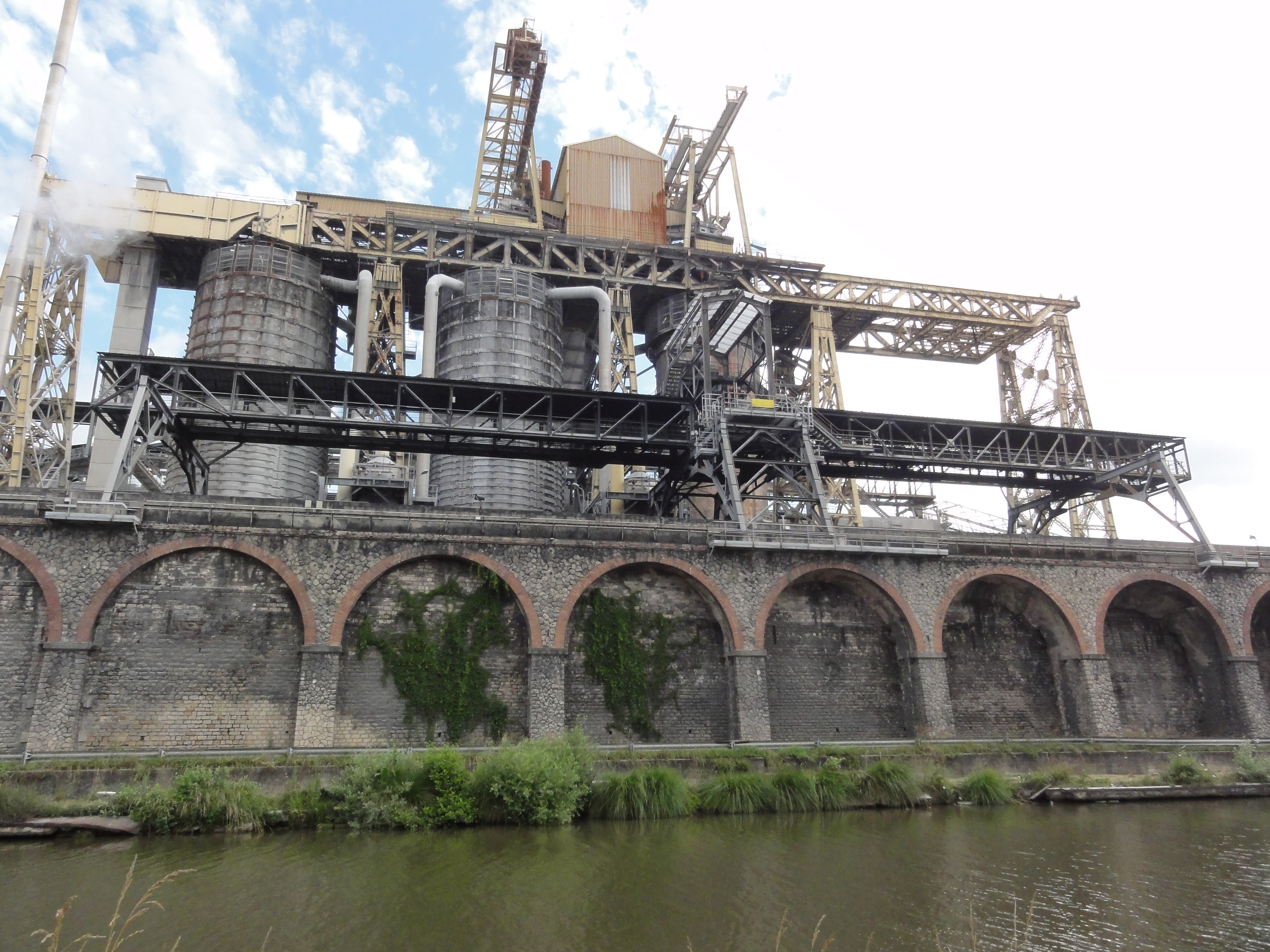
Solvay-Chemiefabrik in Dombasle

1873 wurde hier ein Werk der Solvay-Gruppe gegründet, das heute zu den größten Sodaherstellern weltweit gehört und die Firma esco betreibt hier einen Produktionsstandort zur Gewinnung von Salz.
Der Bahnhof von Dombasle-sur-Meurthe wird von den Zügen der Gesellschaft TER Grand Est bedient, und zwar
- Linie 11: Nancy – Saint-Dié-des-Vosges
- Linie 12: Nancy – Lunéville
- Linie 23: Nancy – Sarrebourg – Straßburg

## Städtepartnerschaft
Dombasle pflegt seit dem 1. Oktober 1972 eine Städtepartnerschaft mit Filderstadt in Baden-Württemberg, Deutschland.

## Persönlichkeiten
Dombasle ist der Geburts- und Wohnort des Schriftstellers Philippe Claudel (* 1962).
In Dombasle starb der Agronom Christoph Joseph Alexandre Mathieu de Dombasle (1777–1843), der in Frankreich als Wegbereiter der Hochschulbildung in der Landwirtschaft gilt.